# Loca juventud
Loca juventud es una película española e italiana de 1965 dirigida por Manuel Mur Oti.

## Argumento
Johny Durán es un joven de 17 años hijo de un multimillonario que llega a Madrid de vacaciones. Allí conoce a un grupo de chicos y chicas con los que entabla amistad, al principio se lo pasa muy bien con ellos pero poco a poco se da cuenta de que se trata de un clan de jóvenes gamberros y prefiere distanciarse de ellos. También conoce a Paula, la hija de una familia italiana que está de viaje, y los dos se sienten atraídos. A partir de aquí empiezan a surgir una serie de sucesos inesperados que el muchacho tendrá que solucionar con mucha tenacidad y sentido de la responsabilidad, madurando en el proceso.

## Reparto
- Alberto Alonso
- Io Apolloni
- José María Caffarel
- Carlo Campanini
- Giove Campuzano
- José María Escuer
- Joselito
- Marisa Merlini
- Antonio Moreno
- Joaquín Pamplona
- Luis Prendes
- Jesús Puente
- Emilio Rodríguez
- Ingrid Simon
- María Esther Vázquez

## Ficha técnica
- Fotografía: Mario Montuori.
- Música: Manuel Parada
- Duración: 93 min